# Helena Johanna van Lunteren-Hansen
Helena Johanna van Lunteren–Hansen (Dordrecht, 1 de maig de 1883 – La Haia, 29 de març de 1965) va ser una pianista holandesa.
Era filla d'Hendrik Nicolaas Hansen i Henriette Johanna Lobatto els quals tenien un missatgeria. El 1909 es va casar amb un funcionari ferroviari i revisor de l'Utrechtsch Dagblad, però més tard amb l'advocat Samuel Adrianus van Lunteren, membre del Tribunal Suprem durant la guerra.
Va rebre la seva formació a l'escola de música d'Utrecht de Lucie Veerman-Bakker (1861-1945) i Johann Wagenaar (1862-1941). Això va ser seguit per estudis posteriors a Berlín amb la Sra. E. Engelmann-Brandes. Posteriorment va actuar com a solista, principalment a Utrecht i els seus voltants, sovint amb l'Orquestra Municipal d'Utrecht. Tanmateix, també va actuar a Hertogenbosch i Groningen, per exemple sota la direcció de Peter van Anrooy. Des de 1908 va ser professora de piano a l'esmentat conservatori. A més de solista, també va ser acompanyant, com la cantant Martine Dhont (duo Dhont-van Lunteren), a qui va conèixer al conservatori. En la seva qualitat de professora, també va formar part del Comitè Estatal d'Exàmens de Música. El 1942 es va acomiadar del Conservatori d'Utrecht a causa del seu trasllat a La Haia.
Un dels seus alumnes va ser Willem Pijper; li va dedicar la seva Peça orquestral per a piano i orquestra de 1915.